# خوسيه لاي
خوسيه لاي (بالصينية: 黎鴻昇) هو كاهن كاثوليكي صيني، ولد في 14 يناير 1946 في ماكاو في الصين.